# 长叶溲疏
长叶溲疏（学名：Deutzia longifolia）为虎耳草科溲疏属下的一个种。

## 扩展阅读
- 維基物種上的相關：长叶溲疏